# 사물의 비밀
"사물의 비밀"은 2011년에 개봉한 대한민국의 영화이다.

## 캐스팅
- 장서희 : 이혜정 역
- 정석원 : 이우상 역
- 심이영 : 디카 역
- 윤다경 : 횟집녀 역
- 박희진 : 김 대표 역
- 최수형 : 종수 역
- 김경익 : 남편 역
- 구본임 : 윤 원장 역
- 이상희 : 횟집녀 남편 역
- 누엘 : 청년들 역
- 최영성 : 청년들 역
- 김태윤 : 청년들 역
- 천재호 : 청년들 역
- 박상혁 : 청년들 역
- 서강 : 청년들 역
- 최명경 : 우상 부 역
- 김진래 : 복사집 사장 역
- 정태성 : 복사청년 역
- 황수경 : 인터뷰녀 역
- 정흥철 : 대학방문객 역
- 황태광 : 매니저 역
- 위지웅 : 클럽 웨이터 역
- 정한빈 : 클럽 웨이터 역
- 이필모 : 복사기 / 노숙자 역 (우정출연)
- 유태웅 : 기자 역 (우정출연)